# Federseeried (Vogelschutzgebiet)
Das Gebiet Federseeried ist ein 2007 eingerichtetes und mit Verordnung vom 5. Februar 2010 durch das Ministerium für Ernährung und Ländlichen Raum festgelegtes Europäisches Vogelschutzgebiet (Schutzgebietskennung DE-7923-401) im Landkreis Biberach in Baden-Württemberg.

## Beschreibung
Beschrieben wird das Gebiet Federseeried als „Riedlandschaft mit eutrophem Flachsee, breitem Schilfgürtel, Groß-, Kleinseggenrieden, Pfeifengraswiesen, landwirtschaftlich genutzten Feucht-, Nasswiesen, Bruchwäldern, Sekundär-Bruchwald, bestockten Torfstichen und verheideten Hochmooren“.

### Lebensraumklassen
|                                      |                                      |  |      |      |
| Mischwald                            | Mischwald                            |  | 5 %  | 5 %  |
| Binnengewässer, stehend und fließend | Binnengewässer, stehend und fließend |  | 36 % | 36 % |
| Moore, Sümpfe, Uferbewuchs           | Moore, Sümpfe, Uferbewuchs           |  | 52 % | 52 % |
| Melioriertes Grünland                | Melioriertes Grünland                |  | 7 %  | 7 %  |
|                                      |                                      |  |      |      |

## Lage
Das rund 3.000 Hektar (ha) große Vogelschutzgebiet Federseeried verteilt sich auf die zwei Städte Bad Buchau (989,07 ha) und Bad Schussenried (541,01 ha) sowie acht Gemeinden im Landkreis Biberach: Alleshausen (388,22 ha), Betzenweiler (88,67 ha), Kanzach (94,97 ha), Moosburg (56,40 ha), Oggelshausen (470,31 ha), Seekirch (156,83 ha), Tiefenbach (122,96 ha) und Uttenweiler (21,41 ha).

## Schutzzweck
Die gebietsbezogenen Erhaltungsziele sind je nach Art unterschiedlich beschrieben:

### Bekassine(Gallinago gallinago)

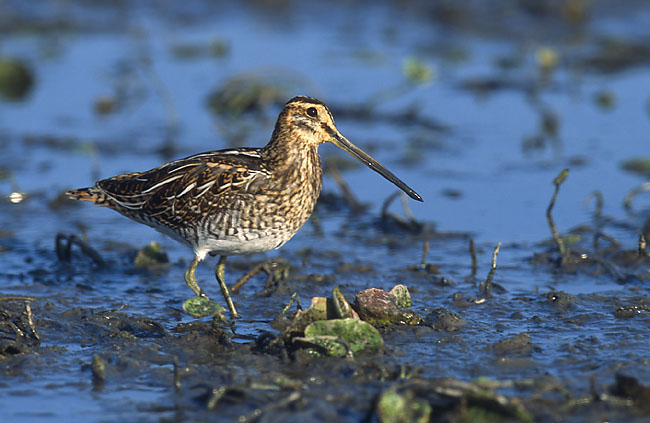
Bekassine

Erhaltung der Feuchtwiesenkomplexe, insbesondere mit Streuwiesen oder extensiv genutzten Nasswiesen, der naturnahen Moore, der Verlandungszonen stehender Gewässer mit lichtem Schilfröhricht oder Seggenrieden, der Lebensräume ohne Gefahrenquellen wie Freileitungen, Erhaltung von zeitweise überschwemmten Senken, nassen Ackerbereichen und ständig Wasser führenden Gräben, von Gras-, Röhricht- und Staudensäumen sowie Erhaltung störungsfreier oder zumindest störungsarmer Fortpflanzungsstätten während der Fortpflanzungszeit vom 15. Februar bis zum 15. August.

### Blaukehlchen(Luscinia svecica)
Erhaltung der Verlandungszonen, Schilfröhrichte und feuchten lockeren Weidengebüsche, der Fließgewässer und ihrer Auen, Erhaltung von reich strukturierten Grabenrändern, Dämmen und Böschungen, von frühen Sukzessionsstadien, von Sekundärlebensräumen wie aufgelassene Torfstiche mit vorgenannten Lebensstätten, Erhaltung des Nahrungsangebots, insbesondere mit Insekten und deren Larven sowie Erhaltung störungsfreier oder zumindest störungsarmer Fortpflanzungsstätten während der Fortpflanzungszeit (15. März bis 15. August).

### Braunkehlchen(Saxicola rubetra)

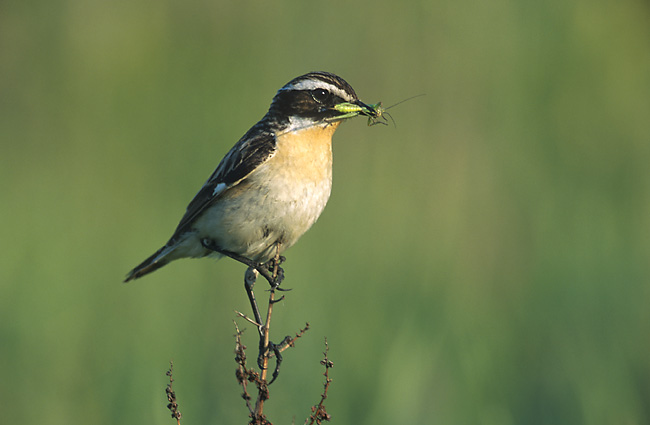
Braunkehlchen

Erhaltung von überwiegend spät gemähten extensiv bewirtschafteten Grünlandkomplexen, von Großseggenrieden, Mooren und Heiden, von Saumstreifen wie Weg- und Feldraine sowie Rand-, Altgrasstreifen, Brachen und gehölzfreien Böschungen, von vereinzelten Büschen, Hochstauden, Steinhaufen und anderen als Jagd-, Sitz- und Singwarten geeigneten Strukturen, von Sekundärlebensräumen wie aufgelassene Abbaustätten mit vorgenannten Lebensstätten, des Nahrungsangebots sowie störungsfreier oder zumindest störungsarmer Fortpflanzungsstätten während der Fortpflanzungszeit vom 1. Mai bis zum 31. August.

### Flussseeschwalbe(Sterna hirundo)
Erhaltung der naturnahen Seen mit Schotter- und Kiesbänken oder Schwemmsandinseln, Erhaltung einer Wasserqualität, die gute Sichtbedingungen für den Beutefang gewährleistet, Erhaltung von Nistgelegenheiten, von Sekundärlebensräumen wie aufgelassene Abbaustätten mit offenen Kiesinseln, Erhaltung des Nahrungsangebots mit Kleinfischarten und Jungfischaufkommen sowie Erhaltung störungsfreier oder zumindest störungsarmer Fortpflanzungsstätten während der Fortpflanzungszeit vom 1. April bis zum 30. September.

### Grauspecht(Picus canus)
Erhaltung von reich strukturierten lichten Laub- und Laubmischwäldern mit Offenflächen zur Nahrungsaufnahme, von Auenwäldern, von extensiv bewirtschafteten Streuobstwiesen, Erhaltung der Magerrasen, mageren Mähwiesen oder Viehweiden, Erhaltung von Randstreifen, Rainen, Böschungen und gesäumten gestuften Waldrändern, von Altbäumen und Altholzinseln, von Totholz, insbesondere von stehendem Totholz, Erhaltung der Bäume mit Großhöhlen sowie des Nahrungsangebots.

### Großer Brachvogel(Numenius arquata)

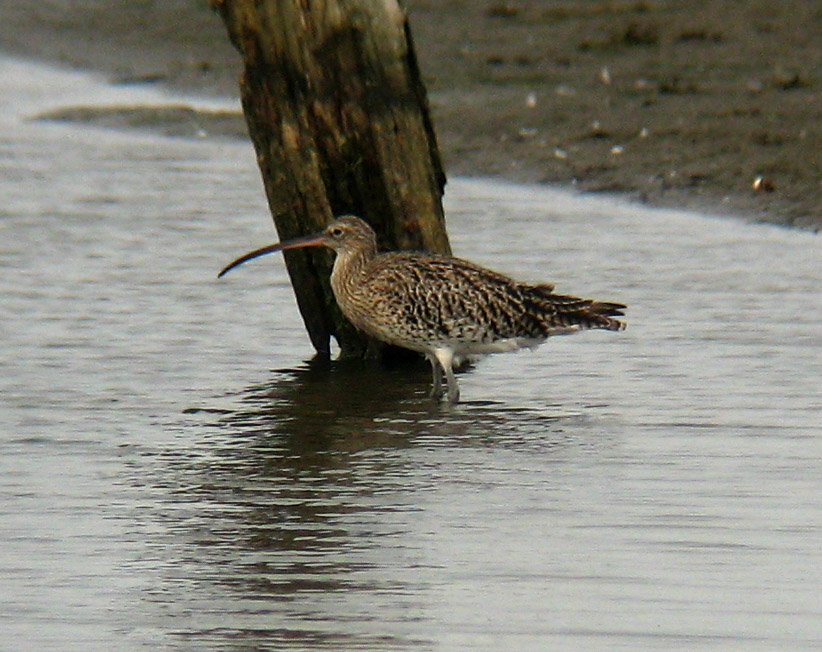
Großer Brachvogel

Erhaltung von weiträumigen, offenen und unzerschnittenen Kulturlandschaften ohne Sichtbarrieren, von Grünland, insbesondere von extensiv genutzten Wiesen, von zeitlich differenzierten Nutzungen in Niederungswiesenkomplexen, von nassen Bodenverhältnissen mit weichem, stocherfähigem Untergrund, von hohen Grundwasserständen, Erhaltung der naturnahen Moore, Erhaltung der Seggenriede, der Lebensräume ohne Gefahrenquellen wie Freileitungen und Drahtzäune, Erhaltung des Nahrungsangebots, insbesondere mit Insekten, Würmern und kleineren Wirbeltieren sowie Erhaltung störungsfreier oder zumindest störungsarmer Fortpflanzungsstätten während der Fortpflanzungszeit (1. Februar bis 31. August).

### Kornweihe(Circus cyaneus)
Erhaltung von extensiv genutzten Feuchtwiesen und -weiden, von Schilfflächen, von Hochstaudenfluren und Brachen in den Grünlandgebieten, Erhaltung der Lebensräume ohne Gefahrenquellen wie nicht vogelsichere Freileitungen und Windkraftanlagen, Erhaltung des Nahrungsangebots, insbesondere mit Kleinsäugern und bodenlebenden Kleinvögeln sowie Erhaltung störungsfreier oder zumindest störungsarmer Fortpflanzungsstätten während der Fortpflanzungszeit vom 1. April bis zum 31. August.

### Krickente(Anas crecca)
Erhaltung der eutrophen vegetationsreichen Flachwasserseen, Kleingewässer und von Wasser führenden Feuchtwiesengräben, der langsam fließenden Gewässer mit Flachwasserzonen, der vegetationsreichen Moorseen, der Verlandungsbereiche mit Röhrichten, Seggenrieden, wasserständigen Gehölzen, Schlickflächen und Flachwasserzonen, Erhaltung von Sekundärlebensräumen wie aufgelassene Abbaustätten mit vorgenannten Lebensstätten sowie Erhaltung störungsfreier oder zumindest störungsarmer Fortpflanzungs- bzw. Mauserstätten während der Brut- und Aufzuchtszeit (15. März bis 31. August) sowie der Mauser (1. Juli bis 30. September).

### Nördlicher Raubwürger(Lanius excubitor)

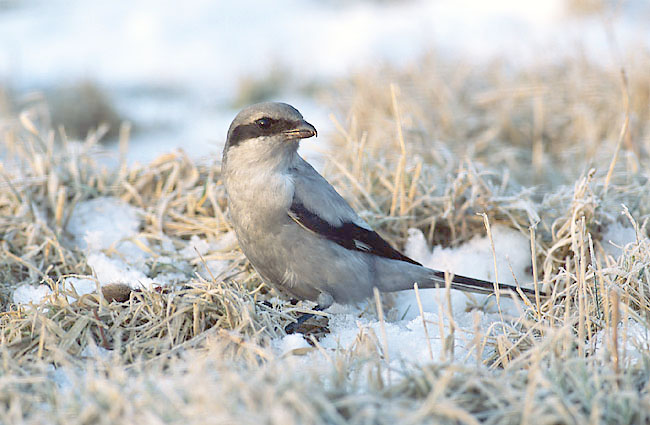
Nördlicher Raubwürger

Erhaltung von ausgedehnten extensiv bewirtschafteten Streuobstwiesen mit zahlreichen Büschen, von Heckengebieten mit den dortigen Kleinstrukturen wie Steinriegelhecken, kleinflächige Brachen, sumpfige Senken, Einzelbüsche und -bäume, unbefestigte Feldwege, Erhaltung der beweideten Wacholderheiden mit Busch- und Baumgruppen, Erhaltung von magerem Grünland, von Ödland- und Bracheflächen sowie Saumstreifen, Erhaltung der Moore mit Büschen und Bruchwaldinseln, der quelligen Stellen und sumpfigen Senken, Erhaltung von unzerschnittenen Landschaften, insbesondere ohne befestigte Wege und Straßen, Erhaltung des Nahrungsangebots, insbesondere mit Kleinsäugern und Großinsekten sowie Erhaltung störungsfreier oder zumindest störungsarmer Fortpflanzungsstätten während der Fortpflanzungszeit vom 15. Februar bis zum 15. Juli.

### Rohrweihe(Circus aeruginosus)
Erhaltung der Verlandungszonen, Röhrichte und Großseggenriede, der Feuchtwiesenkomplexe, insbesondere mit Streuwiesen oder extensiv genutzten Nasswiesen, der Lebensräume ohne Gefahrenquellen wie nicht vogelsichere Freileitungen und Windkraftanlagen, Erhaltung von Gras- und Staudensäumen, von Sekundärlebensräumen wie aufgelassene Abbaustätten mit vorgenannten Lebensstätten sowie Erhaltung störungsfreier oder zumindest störungsarmer Fortpflanzungsstätten während der Fortpflanzungszeit vom 15. März bis zum 15. September.

### Rotmilan(Milvus milvus)

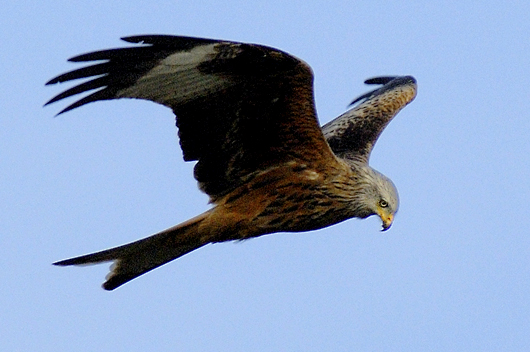
Rotmilan

Erhaltung von vielfältig strukturierten Kulturlandschaften mit lichten Waldbeständen, von Feldgehölzen, großen Einzelbäumen und Baumreihen in der offenen Landschaft, von Grünland, von Altholzinseln und alten, großkronigen Bäumen mit freier Anflugmöglichkeit, Erhaltung der Bäume mit Horsten, der Lebensräume ohne Gefahrenquellen wie nicht vogelsichere Freileitungen und Windkraftanlagen sowie die Erhaltung störungsfreier oder zumindest störungsarmer Fortpflanzungsstätten während der Fortpflanzungszeit vom 1. März bis zum 31. August.

### Schilfrohrsänger(Acrocephalus schoenobaenus)
Erhaltung der Gewässer mit ausgedehnten Verlandungszonen, der Großseggenriede sowie nassen aber nicht großflächig überfluteten lockeren Röhrichte mit ausgeprägter Krautschicht und einzelnen Büschen, Erhaltung von Sekundärlebensräumen wie aufgelassene Abbaustätten mit vorgenannten Verlandungszonen, Erhaltung des Nahrungsangebots – insbesondere mit Insekten, sowie Erhaltung störungsfreier oder zumindest störungsarmer Fortpflanzungsstätten während der Fortpflanzungszeit vom 1. April bis zum 31. Juli.

### Schwarzkehlchen(Saxicola rubicola)
Erhaltung der Heiden und Moore, der Ried- und Streuwiesen, Erhaltung von Weg- und Feldrainen, Saumstreifen, Böschungen, kleineren Feldgehölzen, unbefestigten Feldwegen, Rand- und Altgrasstreifen sowie von Brachflächen, von vereinzelten Büschen, Hochstauden, Steinhaufen und anderen als Jagd-, Sitz- und Singwarten geeigneten Strukturen, von Sekundärlebensräumen wie aufgelassene Abbaustätten mit vorgenannten Lebensstätten sowie Erhaltung des Nahrungsangebots, insbesondere mit Insekten und Spinnen.

### Schwarzmilan(Milvus migrans)

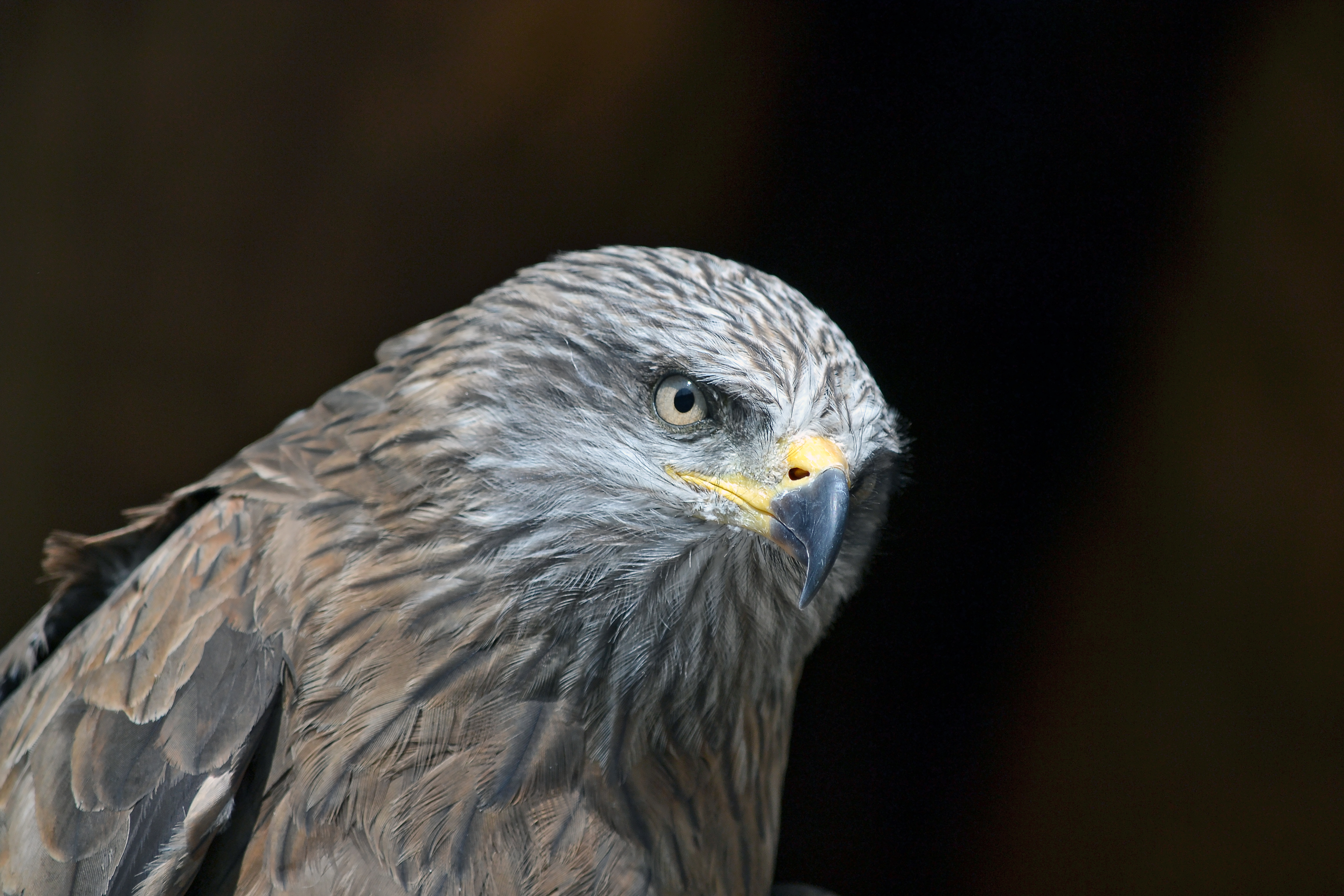
Schwarzmilan

Erhaltung von vielfältig strukturierten Kulturlandschaften, von lichten Waldbeständen, insbesondere Auenwäldern, von Feldgehölzen, großen Einzelbäumen und Baumreihen in der offenen Landschaft, Grünland, Altholzinseln und alten, großkronigen Bäumen mit freier Anflugmöglichkeit, insbesondere in Waldrandnähe, Erhaltung der naturnahen Fließ- und Stillgewässer, Erhaltung der Bäume mit Horsten, der Lebensräume ohne Gefahrenquellen wie nicht vogelsichere Freileitungen und Windkraftanlagen sowie Erhaltung störungsfreier oder zumindest störungsarmer Fortpflanzungsstätten während der Fortpflanzungszeit vom 1. März bis zum 15. August.

### Tüpfelsumpfhuhn(Porzana porzana)
Erhaltung der Verlandungszonen mit niedrig überfluteter abwechslungsreicher krautiger Vegetation wie in Übergangszonen zwischen Röhrichten und Großseggenrieden, im Uferbereich von ausgedehnten Schilfbeständen und in überschwemmten Feuchtwiesen, der Lebensräume ohne Gefahrenquellen wie Freileitungen, Erhaltung einer flachen Überstauung der Lebensstätten während der gesamten Fortpflanzungszeit (15. März bis 15. August), Erhaltung von Sekundärlebensräumen wie staunasse Torfstiche und Entwässerungsgräben mit Schilfstreifen, Seggenbülten und einer lockeren Krautschicht sowie Erhaltung störungsfreier oder zumindest störungsarmer Fortpflanzungsstätten während der Fortpflanzungszeit.

### Wachtelkönig(Crex crex)

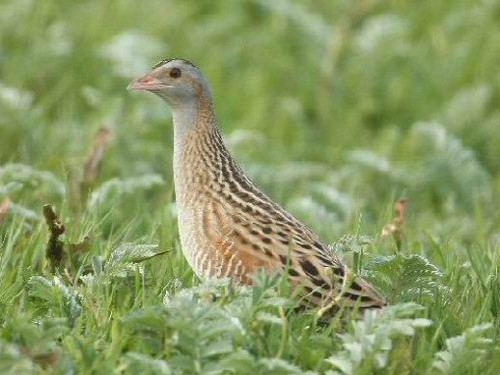
Wachtelkönig

Erhaltung von strukturreichem und extensiv genutztem Grünland, insbesondere mit Streuwiesen oder Nasswiesen, von Mauser- und Ausweichplätzen wie Gras-, Röhricht- und Staudensäume, Brachen, von einzelnen niedrigen Gebüschen und Feldhecken, von Bewirtschaftungsformen mit später Mahd ab dem 15. August, von frischen bis nassen Bodenverhältnissen, Erhaltung der Lebensräume ohne Gefahrenquellen wie Freileitungen, des Nahrungsangebots, insbesondere mit Insekten, Schnecken und Regenwürmern sowie Erhaltung störungsfreier oder zumindest störungsarmer Fortpflanzungsstätten während der Fortpflanzungszeit vom 15. April bis zum 15. August.

### Wasserralle(Rallus aquaticus)
Erhaltung der stehenden Gewässer mit Flachwasserzonen, der Fließgewässerabschnitte und Wassergräben mit deckungsreicher Ufervegetation, der Riede und Moore mit zumindest kleinen offenen Wasserflächen, der deckungsreichen Verlandungsbereiche mit flach überfluteten Röhrichten, Großseggenrieden und Ufergebüschen, der Lebensräume ohne Gefahrenquellen wie Freileitungen, Erhaltung von Sekundärlebensräumen wie aufgelassene Abbaustätten mit vorgenannten Lebensstätten sowie Erhaltung störungsfreier oder zumindest störungsarmer Fortpflanzungsstätten während der Fortpflanzungszeit (15. März bis 15. September).

### Weißstorch(Ciconia ciconia)
Erhaltung von weiträumigem, extensiv genutztem Grünland mit Feuchtwiesen und Viehweiden, von zeitlich differenzierten Nutzungen im Grünland, von Gras-, Röhricht- und Staudensäumen, insbesondere in Verbindung mit Wiesengräben, von hohen Grundwasserständen, Erhaltung der Niedermoore, Kleingewässer, Wassergräben und von zeitweilig überschwemmten Senken, der Lebensräume ohne Gefahrenquellen wie nicht vogelsichere Freileitungen und ungesicherte Schornsteine, der Horststandorte und Nisthilfen sowie Erhaltung des Nahrungsangebots, insbesondere mit Kleinsäugern, Amphibien, Reptilien, großen Insekten und Würmern.